# Atrophaneura
Atrophaneura  es un género de lepidópteros ditrisios de la familia Papilionidae que incluye numerosas especies distribuidas por Asia Oriental y Sudeste asiático hasta Australia.

## Descripción
Los miembros de este género se alimentan de plantas venenosas (género Aristolochia) y como resultado son tóxicas y de muy mal gusto para los depredadores (Pinheiro 1986),[cita requerida] siendo mimetizadas por otras especies (Scott 1986).[cita requerida]

## Especies seleccionadas

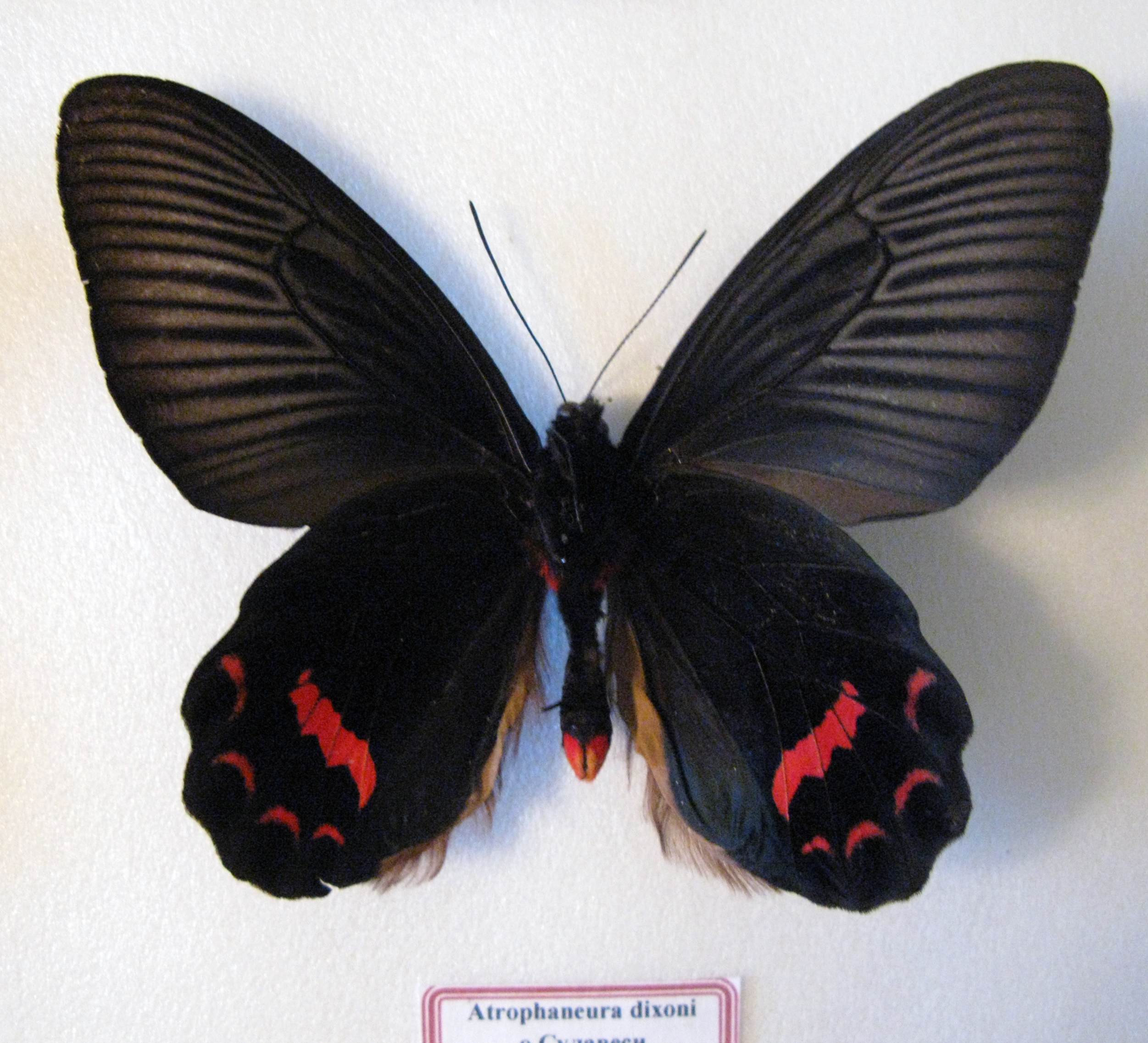
fotografía de Atrophaneura dixoni (macho)

Algunas especies han sido trasladadas a otros géneros que antes eran considerados subgéneros, por ejemplo Pachliopta pandiyana (antes Atrophaneura pandiyana).
En orden alfabético por género:
Género: Atrophaneura Reakirt, [1865] (antes considerado un subgénero Atrophaneura)
- Atrophaneura aidoneus (Doubleday, 1845)
- Atrophaneura dixoni (Grose-Smith, 1900)
- Atrophaneura horishana (Matsumura, 1910)
- Atrophaneura kuehni (Honrath, 1886)
- Atrophaneura luchti (Roepke, 1935)
- Atrophaneura nox (Swainson, 1822)
- Atrophaneura priapus (Boisduval, 1836)
- Atrophaneura semperi (C. & R. Felder, 1861)
- Atrophaneura schadenbergi (Semper, 1891)
- Atrophaneura sycorax (Grose-Smith, 1885)
- Atrophaneura varuna (White, 1842)
- Atrophaneura zaleucus (Hewitson, [1865])

Género: Byasa Moore, 1882 (antes considerado subgénero Byasa pero ahora elevado al rango de género)
- Byasa adamsoni (Grose-Smith, 1886)
- Byasa alcinous (Klug, 1836)
- Byasa crassipes (Oberthür, 1893)
- Byasa daemonius (Alphéraky, 1895)
- Byasa dasarada (Moore, 1857)
- Byasa hedistus (Jordan, 1928)
- Byasa impediens (Rothschild, 1895)
- Byasa laos (Riley & Godfrey, 1921)
- Byasa latreillei (Donovan, 1826)
- Byasa mencius (C. & R. Felder, 1862)
- Byasa nevilli (Wood-Mason, 1882)
- Byasa plutonius (Oberthür, 1876)
- Byasa polla (de Nicéville, 1897)
- Byasa polyeuctes (Doubleday, 1842)
- Byasa rhadinus (Jordan, 1928)

Género: Losaria Moore, [1902] (antes considerado subgénero Losaria pero ahora elevado al rango de género)
- Losaria coon (Fabricius, 1793)
- Losaria palu (Martin, 1912), ha sido considerado una subespecie de L. coon
- Losaria rhodifer (Butler, 1876)
- Losaria neptunus (Guérin-Méneville, 1840)

Género: Pachliopta Reakirt, [1865] (antes considerado subgénero Pachliopta pero ahora elevado al rango de género)
- Pachliopta adamas (Zinken, 1831)
- Pachliopta aristolochiae (Fabricius, 1775)
- Pachliopta antiphus (Fabricius, 1793)
- Pachliopta atropos (Staudinger, 1888)
- Pachliopta hector (Linnaeus, 1758)
- Pachliopta jophon (Gray, [1853])
- Pachliopta kotzebuea (Eschscholtz, 1821)
- Pachliopta leytensis (Murayama, 1978)
- Pachliopta liris (Godart, 1819)
- Pachliopta mariae (Semper, 1878)
- Pachliopta oreon (Doherty, 1891)
- Pachliopta pandiyana (Moore, 1881)
- Pachliopta phlegon (C. & R. Felder, 1864)
- Pachliopta polydorus (Linnaeus, 1763)
- Pachliopta polyphontes (Boisduval, 1836)
- Pachliopta strandi (Bryk, 1930)